# Nouneh Sarkissian
Pour les articles homonymes, voir Sarkissian.
Nouneh Sarkissian (en arménien : Նունե Սարգսյան), née le 26 mars 1954 à Erevan, est l'épouse du président arménien Armen Sarkissian et Première dame d'Arménie du 9 avril 2018 au 1er février 2022.

## Vie et carrière
Nouneh est née à Erevan, en Arménie. Son père était un journaliste du journal local World of Books, et sa mère était une enseignante d'école. Elle a rencontré le futur Président de l'Arménie et futur époux Armen Sarkissian dans une école d'Erevan en 1968. Après avoir l'obtention de son diplôme de l'Université d'État d'Erevan, elle travaille à l'Institut de Recherche de Manuscrits Anciens à Erevan. En 1991, elle s'installe à Londres avec son mari et ses deux fils. À son arrivée à Londres, elle écrit des articles sur l'art, la musique et la culture. Elle publie également des livres pour enfants. Ses livres, devenus très populaires en Arménie, ont été publiés en russe, ukrainien et anglais,,.
Tout en vivant en Grande-Bretagne, Nouneh Sarkissian et ses deux fils deviennent des citoyens britanniques. Son mari sert comme ambassadeur en Grande-Bretagne jusqu'en janvier 2018 où il annonce sa candidature à l'élection présidentielle. À la suite de l'élection du 2 mars 2018 qui a propulsé Armen Sarkissian comme président de la République d'Arménie, Nouneh devient Première dame de l'Arménie à l'entrée de son mari en fonction, le 9 avril suivant.

## Décorations
- Chevalier grand-croix de l'ordre du Mérite de la République italienne‎ (25 juillet 2018)[5]